# Comté de White (Arkansas)
Pour les articles homonymes, voir White et Comté de White.
Le comté de White est un comté de l'État de l'Arkansas, aux États-Unis. Son siège est Searcy. C'est un dry county.

## Démographie
Lors du recensement de 2010, il comptait 77 076 habitants. 
| 1840 | 1850  | 1860  | 1870   | 1880   | 1890   |
| ---- | ----- | ----- | ------ | ------ | ------ |
| 929  | 2 619 | 8 316 | 10 347 | 17 794 | 22 946 |

| 1900   | 1910   | 1920   | 1930   | 1940   | 1950   |
| ------ | ------ | ------ | ------ | ------ | ------ |
| 24 864 | 28 574 | 34 603 | 38 269 | 37 176 | 38 040 |

| 1960   | 1970   | 1980   | 1990   | 2000   | 2010   |
| ------ | ------ | ------ | ------ | ------ | ------ |
| 32 745 | 39 253 | 50 835 | 54 676 | 67 165 | 77 076 |